# Hybomitra kozlovi
Hybomitra kozlovi är en tvåvingeart som beskrevs av Olsufjev 1967. Hybomitra kozlovi ingår i släktet Hybomitra och familjen bromsar.
Artens utbredningsområde är Tibet. Inga underarter finns listade i Catalogue of Life.